# Ystoria Mongalorum
Ystoria Mongalorum es un escrito de Giovanni da Pian del Carpine de su viaje al Imperio Mongol. Escrito en la década de 1240, es el relato europeo más antiguo sobre los mongoles y su historia.

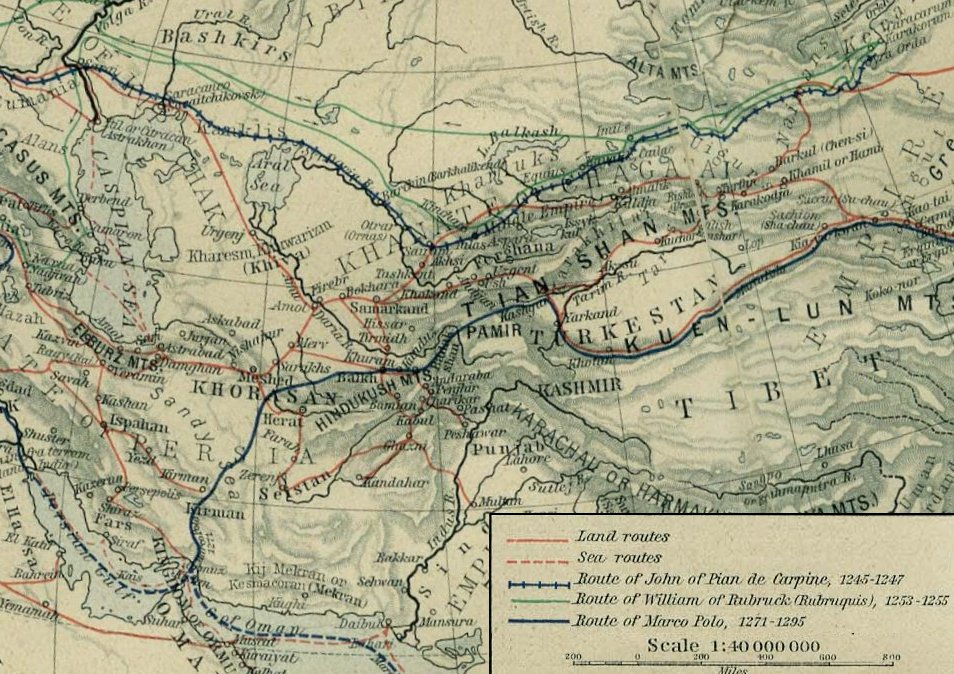
Mapa de diversas rutas de viajeros. El viaje de Giovanni da Pian del Carpine está marcado en azul oscuro.

## Antecedentes
Ante el temor por las incursiones mongolas acaecidas en Europa en 1241, el papa Inocencio IV decidió enviar un mensaje dirigido al Kan Guyuk para reprochar la violencia empleada contra los cristianos y recomendaciones para el cese de violencias y matanzas. El portador de la carta fue fray Giovanni da Pian del Carpine, la elección de un fraile y no de un embajador noble para este servicio respondía a la necesidad de utilizar a alguien capaz de mezclarse con la gente común y ganarse su confianza para averiguar todo sobre la religión, vestimenta, hábitos, técnicas militares, gobierno e incluso la extensión del imperio mongol. Fray Giovanni, que tenía sesenta y tres años y de constitución muy corpulenta, partió de Lyon el 16 de abril de 1245 y en el camino se le unió Benedicto de Polonia como intérprete.

## Descripción
Pian del Carpine escribió Ystoria Mongalorum en dos ediciones. La primera edición se compuso inmediatamente tras su regreso de Asia y la segunda edición fue una revisión de los textos tras una larga estancia en Roma.La obra surgió como un intento de responder a una necesidad tanto política como teológica, es decir, describía y analizaba a los mongoles con especial énfasis en su fuerza militar y organización social. Fue el primer testimonio que dio a conocer el mundo mongol a la cristiandad relatando sus modales y costumbres. Es probablemente el mejor tratamiento del tema por parte de cualquier escritor cristiano de la Edad Media. A pesar de que la obra contiene defectos habituales de los textos de la época como la credulidad ante leyendas fantásticas, la Ystoria de fray Giovanni es bastante exacta en la medida en que informa de lo que vio. En muchos sentidos, es el principal memorial literario de la expansión europea por tierra antes de Marco Polo.

## Estructura
El texto está organizado en nueve capítulos y un apéndice. 
- Capítulo I: El país de los tártaros, su posición, características físicas y clima.
- Capítulo II: Descripción del pueblo mongol desde una perspectiva antropológica (aspecto, costumbres, vestimenta, viviendas y mobiliario).
- Capítulo III: Religión de los mongoles (culto, concepto de pecado, adivinación y expiación de los pecados y ritos funerarios).
- Capítulo IV: Historia y los Mirabilia, elemento habitual en los textos medievales.
- Capítulo V: Forma de gobierno de los mongoles (origen, líderes, poder del emperador y sus vasallos).
- Capítulo VI: La guerra (orden de batalla, armas, estratagemas y alianzas, toma de fortalezas, deslealtad a los que se rinden).
- Capítulo VII: Gobierno sobre los países conquistados (condiciones de paz con los enemigos, nombres de los territorios sometidos, opresión ejercida sobre estos territorios, territorios que han resistido valientemente).
- Capítulo VIII: Cómo enfrentarse a los tártaros (cuáles son sus intenciones, sus armas y la disposición táctica de sus tropas, cómo eludir sus trampas, cómo equipar ciudades y fortalezas, cómo tratar a los prisioneros).
- Capítulo IX: Capítulo añadido en la segunda edición del relato. Itinerario de todo el viaje, desde la salida hasta el regreso. El autor inserta este último capítulo por varias razones: aclaración de algunos puntos que en la primera edición eran poco comprensibles; una descripción más completa de su viaje y de su misión diplomática; para defenderse de las acusaciones de invención sobre el relato y por ello enumera todos los datos que conoce de las personas que encontró en su ruta.[3]
- Apéndice

## Publicación
Durante mucho tiempo la obra se conoció parcialmente por un resumen en la compilación de Vincent de Beauvais (Speculum Historiale), realizada una generación posterior a la del autor e impresa por primera vez en 1473. Richard Hakluyt (1598) y Pierre Bergeron (1634) publicaron partes de la obra original. El texto completo y genuino no se imprimió hasta 1838, publicado por Armand d'Avezac, en el cuarto volumen del Recueil de voyages et de mémoires de la Sociedad de Geografía de París junto al breve relato de su compañero de viaje Benedicto De Itinere Fratrum Minorum ad Tartaros.